# Newhouse (North Lanarkshire)

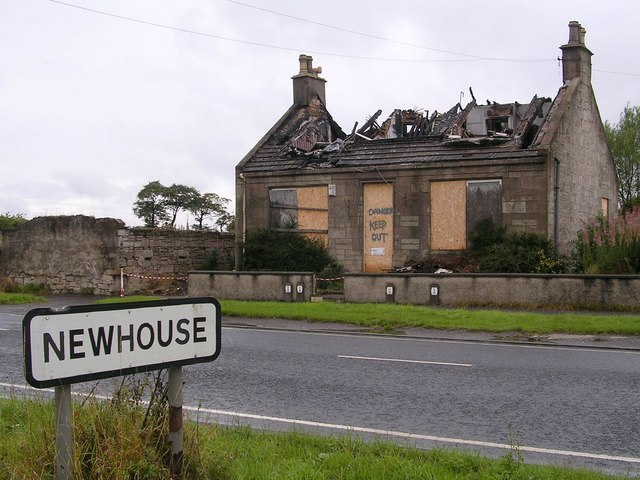
Altes Haus am Ortsrand

Newhouse ist eine kleine Ortschaft, die östlich von Glasgow in der Region North Lanarkshire in Schottland liegt.

## Geographie
Die verstreut gelegenen Häuser von Newhouse liegen in den Central Lowlands in einer flachen Gegend, 6,5 Kilometer südöstlich von Airdrie, mit Chapelhall dazwischen. Weitere Ortschaften in der Nähe sind Salsburgh im Nordosten, Bellside im Südosten sowie Newarthill im Südwesten.

## Historisches
Im Rahmen der historischen Gliederung Schottlands in Civil Parishes zählt Newhouse zu Bothwell, das zu Lanarkshire gehörte.

## Verkehr
Unmittelbar nordwestlich von Newhouse verläuft die M8, die den Ort von Chapelhall trennt. An der Zufahrt in Newhouse endet die A775, die vom sechs Kilometer entfernt gelegenen Bellshill kommt. Ebenfalls durch den Ort führt die A73.
Zwischen 1888 und 1930 gab es in Newhouse einen Bahnhof an der Nebenstrecke der Caledonian Railway, die nach Airdrie führte.